# Adidas Grand Prix 2015
 (décembre 2024).
Si vous disposez d'ouvrages ou d'articles de référence ou si vous connaissez des sites web de qualité traitant du thème abordé ici, merci de compléter l'article en donnant les références utiles à sa vérifiabilité et en les liant à la section « Notes et références ».
Navigation
Édition précédente
L'Adidas Grand Prix 2015 se déroule le 13 juin 2015 à l'Icahn Stadium de New York, aux États-Unis. Il s'agit de la septième étape de la Ligue de diamant 2015.

## Résultats

### Hommes
| Épreuve           | Vainqueur                        | Second                          | Troisième                                |
| ----------------- | -------------------------------- | ------------------------------- | ---------------------------------------- |
| 100 m             | Tyson Gay 10 s 12                | Nesta Carter 10 s 15            | Akani Simbine 10 s 18                    |
| 800 m             | David Rudisha 1 min 43 s 58 (SB) | Boris Berian 1 min 43 s 84 (PB) | Pierre-Ambroise Bosse 1 min 43 s 88 (SB) |
| 110 m haies       | David Oliver 13 s 19             | Jason Richardson 13 s 26        | Garfield Darien 13 s 32                  |
| 400 m haies       | Javier Culson 48 s 48 (SB)       | Louis van Zyl 48 s 78           | Jeffery Gibson 48 s 97 (SB)              |
| 5 000 m           | Ben True 13 min 29 s 48          | Nick Willis 13 min 29 s 78      | Nguse Amlosom 13 min 30 s 22 (PB)        |
| Triple saut       | Pedro Pablo Pichardo 17,56 m     | Will Claye 16,96 m              | Omar Craddock 16,55 m                    |
| Lancer du poids   | Joe Kovacs 21,67 m               | Jordan Clarke 21,34 m (SB)      | Tomas Walsh 21,16 m                      |
| Lancer du javelot | Vítězslav Veselý 83,62 m         | Ari Mannio 83,37 m              | Hamish Peacock 82,91 m                   |

### Femmes
| Épreuve          | Vainqueur                         | Seconde                             | Troisième                              |
| ---------------- | --------------------------------- | ----------------------------------- | -------------------------------------- |
| 200 m            | Tori Bowie 22 s 23 (SB)           | Blessing Okagbare 22 s 67           | Sherone Simpson 22 s 69                |
| 400 m            | Francena McCorory 49 s 86 (WL,MR) | Shaunae Miller 50 s 66              | Stephenie Ann McPherson 50 s 84        |
| 800 m            | Ajee Wilson 1 min 58 s 83         | Janeth Jepkosgei 1 min 59 s 37 (SB) | Chanelle Price 1 min 59 s 47 (PB)      |
| 3 000 m steeple  | Hiwot Ayalew 9 min 25 s 26        | Ashley Higginson 9 min 31 s 32 (SB) | Sviatlana Kudzelich 9 min 31 s 70 (SB) |
| Saut en hauteur  | Ruth Beitia 1,97 m (MR)           | Blanka Vlašić 1,97 m (=MR,=SB)      | Levern Spencer 1,91 m                  |
| Saut en longueur | Christabel Nettey 6,92 m (MR)     | Tianna Bartoletta 6,89 m            | Shara Proctor 6,72 m                   |
| Saut à la perche | Fabiana Murer 4,80 m (SB)         | Nikoléta Kiriakopoúlou 4,80 m (NR)  | Jennifer Suhr 4,54 m                   |
| Lancer du disque | Sandra Perkovic 68,44 m           | Yaime Pérez 65,86 m                 | Mélina Robert-Michon 62,77 m           |

## Légende
Records et Performances
- AR : Record continental (area record)
- CR : Record des championnats (championship record)
- MR : Record du meeting (meet record)
- NR : Record national (national record)
- OR : Record olympique (olympic record)
- PR : Record paralympique (paralympic record)
- PB : Record personnel (personal best)
- SB : Meilleure performance personnelle de la saison (season's best)
- WL : Meilleure performance mondiale de l'année (world leader)
- WJR : Record du monde junior (world junior record)
- WR : Record du monde (world record)

Circonstances et Conditions
- DNF : N'a pas terminé (did not finish)
- DNS : N'a pas pris le départ (did not start)
- DQ : Disqualification (disqualification)
- NM : Aucun essai valable enregistré (No Mark)
- Q : Qualifié « directement » au prochain tour (ou à la prochaine compétition), lors d'une compétition majeure, grâce au classement ou à la réalisation des minima (automatic qualifier)
- q : Qualifié au prochain tour (ou à la prochaine compétition), lors d'une compétition majeure, grâce au repêchage ou à la réalisation de l'une des meilleures performances parmi celles des « non qualifiés directement » (grâce au meilleur temps ou à la meilleure distance par exemple) (secondary qualifier)